# Црква Рођења Пресвете Богородице у Качулицама
Црква Рођења Пресвете Богородице у Качулицама, насељу Града Чачка, припада Епархији жичкој Српске православне цркве.
Градња цркве посвећене рођењу Пресвете Богородице, празнику познатијем као Мала Госпојина, започета је 30-их година 20. века, а настављена 1990. године.
Освећење храма извршио је Патријарх српски Иринеј 2013. године.
Црква је једнобродне основе, са звоником изнад припрате, куполом изнад наоса и великом апсидом. Фасада, обојена у црвено, складно је расчлањена и у контрасту са белим површима са окулисима.